# Диттенбергер, Густав
Густав Диттенбергер (нем. Gustav Dittenberger; полное имя: Ганс Густав Диттенбергер фон Диттенберг; нем. Hans Gustav Dittenberger von Dittenberg; 1794[…] или 1799, Нойенвег, Фрайбург — 15 октября 1879, Москва) — немецкий художник, работавший в Российской империи, представитель Россики. 

## Биография

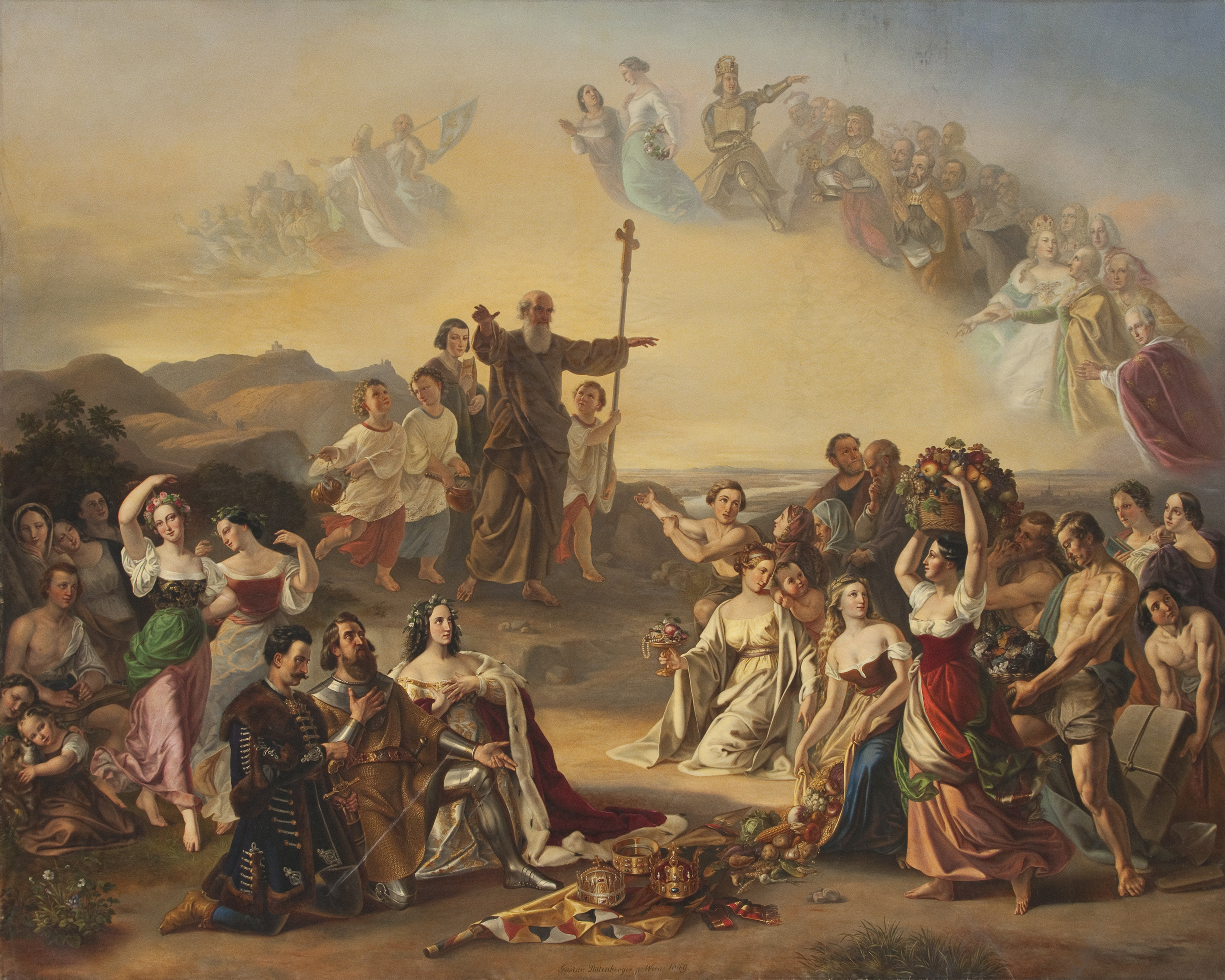
Святой Северин благословляет Австрию

Родился в 1794 году в окрестностях Лёрраха на крайнем юго-западе Германии.
Учился сперва у художников Фридриха Роттмана и Якоба Ру в Гейдельберге (одновременно с этим посещая Гейдельбергский университет), затем (в 1817—22 годах) у Петера фон Корнелиуса в Мюнхене. В середине 1820-х годов отправился в Париж, где стал учеником Антуана Жана Гро. Из Парижа отправился в Рим, где окончательно завершил своё обучение.
В 1836 году приехал в Вену, где, вероятно, оставался около 20 лет и создал, в частности, «Святой Северин благословляет Австрию». В 1857 году переехал в Россию, в Санкт-Петербург, где жил и работал около 14 лет. Писал городские виды («Вид Казанского собора»), жанровые сцены («Каменотёс на набережной Невы»), а также работал, как художник-декоратор: участвовал в росписи интерьеров Мариинского дворца и некоторых церквей.
По случаю крестьянской реформы 1861 года создал картину «Благодарность русского народа императору Александру II за освобождение крестьян», которая широко разошлась в репродукциях разного качества.
В 1871 году перебрался в Москву, где провёл последние годы жизни, продолжая работать художником.
Скончался в 1879 году в Москве.